# خانه طبیب‌زاده
خانه طبیب زاده  مربوط به اواخر دوره قاجار - دوره پهلوی اول است و در اصفهان، خیابان احمدآباد (لت احمدآباد)، کوچه ولی‌الله مشبکی واقع شده و این اثر در تاریخ ۱۱ مرداد ۱۳۸۴ با شمارهٔ ثبت ۱۲۳۰۹ به‌عنوان یکی از آثار ملی ایران به ثبت رسیده است.